# 성 기구 박물관
성 기구 박물관(Sex Machines Museum)은 체코 프라하에 있는 성 박물관이다. 성 도구를 수집하고 있다. 2002년에 설립되었으며, 구시가 광장 근처에 위치하고 있다. 이 박물관은 성 도구만 전념하는 세계 유일의 성 박물관이다.